# Eliteserien 2007
La Eliteserien 2007, nota anche come Tippeligaen 2007 per ragioni di sponsorizzazione, fu la sessantaduesima edizione della Eliteserien, massima serie del campionato norvegese di calcio. Vide la vittoria finale del Brann, al suo terzo titolo. Capocannoniere del torneo fu Thorstein Helstad (Brann), con 22 reti.

## Stagione

### Novità
Dalla Eliteserien 2006 vennero retrocessi l'HamKam e il Molde, mentre dalla 1. divisjon 2006 vennero promossi lo Strømsgodset e l'Aalesund.

### Formula
Le quattordici squadre partecipanti si affrontarono in un girone all'italiana con partite di andata e di ritorno, per un totale di 26 giornate. La prima classificata, vincitrice del campionato, veniva ammessa alla UEFA Champions League 2008-2009. La seconda e la terza classificata venivano ammesse alla Coppa UEFA 2008-2009, assieme al vincitore della Coppa di Norvegia. Un ulteriore posto veniva assegnato per la partecipazione alla Coppa Intertoto 2008. La dodicesima classificata disputava uno spareggio promozione/retrocessione con la terza classificata in 1. divisjon. Le ultime due classificate venivano retrocesse direttamente in 1. divisjon.

## Squadre partecipanti
| Club         | Stagione | Città        | Stagione 2006            |
| ------------ | -------- | ------------ | ------------------------ |
| Aalesund     | dettagli | Ålesund      | 2º posto in 1. divisjon  |
| Brann        | dettagli | Bergen       | 2º posto in Eliteserien  |
| Fredrikstad  | dettagli | Fredrikstad  | 8º posto in Eliteserien  |
| Lillestrøm   | dettagli | Lillestrøm   | 4º posto in Eliteserien  |
| Lyn Oslo     | dettagli | Oslo         | 7º posto in Eliteserien  |
| Odd Grenland | dettagli | Skien        | 12º posto in Eliteserien |
| Rosenborg    | dettagli | Trondheim    | Campione di Norvegia     |
| Sandefjord   | dettagli | Sandefjord   | 9º posto in Eliteserien  |
| Stabæk       | dettagli | Bærum        | 5º posto in Eliteserien  |
| Start        | dettagli | Kristiansand | 6º posto in Eliteserien  |
| Strømsgodset | dettagli | Drammen      | 1º posto in 1. divisjon  |
| Tromsø       | dettagli | Tromsø       | 10º posto in Eliteserien |
| Vålerenga    | dettagli | Oslo         | 3º posto in Eliteserien  |
| Viking       | dettagli | Stavanger    | 11º posto in Eliteserien |

## Classifica finale
|  | Pos. | Squadra      | Pt | G  | V  | N | P  | GF | GS | DR  |
|  | ---- | ------------ | -- | -- | -- | - | -- | -- | -- | --- |
|  | 1.   | Brann        | 54 | 26 | 17 | 3 | 6  | 59 | 39 | +20 |
|  | 2.   | Stabæk       | 48 | 26 | 14 | 6 | 6  | 53 | 35 | +18 |
|  | 3.   | Viking       | 47 | 26 | 14 | 5 | 7  | 50 | 40 | +10 |
|  | 4.   | Lillestrøm   | 44 | 26 | 12 | 8 | 6  | 47 | 28 | +19 |
|  | 5.   | Rosenborg    | 41 | 26 | 12 | 5 | 9  | 53 | 39 | +14 |
|  | 6.   | Tromsø       | 40 | 26 | 12 | 4 | 10 | 45 | 44 | +1  |
|  | 7.   | Vålerenga    | 36 | 26 | 10 | 6 | 10 | 34 | 34 | 0   |
|  | 8.   | Fredrikstad  | 36 | 26 | 9  | 9 | 8  | 37 | 40 | -3  |
|  | 9.   | Lyn Oslo     | 34 | 26 | 10 | 4 | 12 | 43 | 46 | -3  |
|  | 10.  | Strømsgodset | 30 | 26 | 8  | 6 | 12 | 34 | 47 | -13 |
|  | 11.  | Aalesund     | 30 | 26 | 9  | 3 | 14 | 40 | 56 | -16 |
|  | 12.  | Odd Grenland | 27 | 26 | 8  | 3 | 15 | 33 | 43 | -10 |
|  | 13.  | Start        | 26 | 26 | 6  | 8 | 12 | 34 | 44 | -10 |
|  | 14.  | Sandefjord   | 16 | 26 | 4  | 4 | 18 | 26 | 53 | -27 |

Legenda:
      Campione di Norvegia e ammessa alla UEFA Champions League 2008-2009
      Ammessa alla Coppa UEFA 2008-2009
      Ammessa alla Coppa Intertoto 2008
 Ammessa allo spareggio promozione/retrocessione
      Retrocessa in 1. divisjon 2008
Note:
Tre punti a vittoria, uno a pareggio, zero a sconfitta.

## Risultati
|              | Bra  | Stb  | Vik  | Lil  | Ros  | Tro  | Vål  | Fre  | Lyn  | Str  | Aal  | Odd  | Sta  | San  |
| ------------ | ---- | ---- | ---- | ---- | ---- | ---- | ---- | ---- | ---- | ---- | ---- | ---- | ---- | ---- |
| Brann        | –––– | 3-0  | 5-2  | 3-1  | 3-2  | 2-1  | 4-1  | 2-2  | 3-1  | 3-1  | 2-1  | 4-0  | 2-2  | 1-0  |
| Stabæk       | 0-1  | –––– | 2-1  | 3-1  | 2-1  | 5-0  | 2-2  | 0-2  | 3-2  | 3-2  | 4-2  | 1-0  | 1-1  | 1-1  |
| Viking       | 3-1  | 2-1  | –––– | 1-1  | 1-1  | 3-1  | 2-1  | 2-2  | 4-2  | 3-0  | 3-0  | 2-1  | 2-0  | 0-0  |
| Lillestrøm   | 1-5  | 1-1  | 4-1  | –––– | 4-1  | 0-3  | 0-1  | 3-0  | 3-1  | 2-0  | 7-0  | 1-1  | 1-0  | 1-1  |
| Rosenborg    | 3-0  | 3-0  | 4-2  | 1-1  | –––– | 4-3  | 2-0  | 1-1  | 3-0  | 1-2  | 2-2  | 4-1  | 4-1  | 2-0  |
| Tromsø       | 3-0  | 0-1  | 2-1  | 2-1  | 2-1  | –––– | 1-0  | 4-1  | 2-1  | 2-2  | 0-2  | 2-4  | 1-1  | 2-1  |
| Vålerenga    | 2-0  | 1-1  | 1-3  | 1-3  | 2-1  | 2-2  | –––– | 2-0  | 0-0  | 0-0  | 2-1  | 1-1  | 3-2  | 2-0  |
| Fredrikstad  | 0-4  | 1-2  | 2-0  | 0-0  | 4-3  | 2-1  | 1-0  | –––– | 3-1  | 1-1  | 2-1  | 1-1  | 3-0  | 2-0  |
| Lyn Oslo     | 6-0  | 3-2  | 2-3  | 0-4  | 2-1  | 4-3  | 3-1  | 0-0  | –––– | 1-0  | 0-0  | 3-1  | 4-1  | 3-0  |
| Strømsgodset | 2-4  | 0-5  | 1-2  | 1-1  | 1-1  | 1-2  | 1-2  | 2-1  | 1-1  | –––– | 0-4  | 2-1  | 3-2  | 4-0  |
| Aalesund     | 2-1  | 1-4  | 0-2  | 1-3  | 1-2  | 2-3  | 1-0  | 3-3  | 3-1  | 3-2  | –––– | 2-1  | 2-4  | 4-1  |
| Odd Grenland | 0-2  | 1-5  | 1-3  | 0-1  | 1-2  | 0-1  | 1-4  | 2-0  | 2-0  | 0-1  | 3-0  | –––– | 2-0  | 4-0  |
| Start        | 1-1  | 1-1  | 1-1  | 0-0  | 2-1  | 1-1  | 1-0  | 3-1  | 0-1  | 2-3  | 1-2  | 1-2  | –––– | 3-1  |
| Sandefjord   | 2-3  | 2-3  | 4-1  | 0-2  | 1-2  | 2-1  | 1-3  | 2-2  | 3-1  | 0-1  | 3-0  | 0-2  | 1-3  | –––– |

## Spareggio promozione/retrocessione
Allo spareggio vennero ammessi l'Odd Grenland, dodicesimo classificato in Eliteserien, e il Bodø/Glimt, terzo classificato in 1. divisjon. Il Bodø/Glimt vinse gli spareggi e venne promosso in Eliteserien, con la conseguente retrocessione dell'Odd Grenland in 1. divisjon.
|              | Risultati |              | Luogo e data           |
| ------------ | --------- | ------------ | ---------------------- |
| Odd Grenland | 0 - 1     | Bodø/Glimt   | Skien, 8 novembre 2007 |
| Bodø/Glimt   | 3 - 2     | Odd Grenland | Bodø, 12 novembre 2007 |
|              |           |              |                        |

## Statistiche

### Classifica marcatori
| Gol |  |  | Giocatore              | Squadra     |
| --- |  |  | ---------------------- | ----------- |
| 22  |  |  | Thorstein Helstad      | Tromsø      |
| 19  |  |  | Daniel Nannskog        | Stabæk      |
| 18  |  |  | Peter Ijeh             | Viking      |
| 15  |  |  | Veigar Páll Gunnarsson | Stabæk      |
| 13  |  |  | Steffen Iversen        | Rosenborg   |
| 12  |  |  | Morten Moldskred       | Tromsø      |
| 12  |  |  | Olivier Occéan         | Lillestrøm  |
| 10  |  |  | Arild Sundgot          | Lillestrøm  |
| 9   |  |  | Morten Berre           | Vålerenga   |
| 9   |  |  | Tarik Elyounoussi      | Fredrikstad |
| 9   |  |  | Yssouf Koné            | Rosenborg   |